# Луј Витон (дизајнер)
Луј Витон, 4. август 1821 — 27. фебруар 1892)  је био француски модни дизајнер и бизнисмен. Био је оснивач бренда кожне галантерије Луј Витон који је сада у власништву LVMH Moët Hennessy Louis Vuitton. Пре тога, био је постављен за израђивача ковчега код царице Евгеније де Монтијо, супруге Наполеона III. 

## Живот и каријера
Витон је рођен у породици занатлија, столара и фармера. У 10. години умрла му је мајка, која је израђивала шешире, а убрзо потом и отац. Након тешког односа са својом маћехом, Витон је напустио свој дом у Аншају, Франш-Конте, у пролеће 1835, са 13 година. Узимајући успутне послове, Витон је прешао отприлике 470 км до Париза. Стигавши 1837. године, у јеку индустријске револуције, учио је код господина Марешала, успешног израђивача ковчега. У року од неколико година, Витон је стекао репутацију међу париском модернијом класом као један од водећих градских практичара овог заната.
Након поновног успостављања француске империје под Наполеоном III, Витон је ангажован као лични произвођач и пакер ковчега за Царицу Евгенију. Оценила је да је „најлепшу одећу спаковао на изузетан начин“. Ово је Витону омогућило приступ другим елитним и краљевским клијентима који су му обезбедили посао до краја каријере.
Године 1854, са 33 године, Витон се оженио 16-годишњом Клеманс-Емили Парјо. Убрзо након тога напустио је Марешалову радњу и отворио сопствену радионицу за израду и паковање ковчега у Паризу. Испред његове радње висио је натпис на коме је писало: „Сигурно пакује најломљивије предмете. Специјализовани за модно паковање.“  Године 1858, инспирисан лондонским H.J. Cave, Витон је представио своје револуционарне правоугаоне платнене кофере у време када је тржиште имало само кожне кофере са заобљеним врхом. Потражња за Витоновим издржљивим, лаганим дизајном подстакла је експанзију његове радионице у већу радионицу у Анијеру на Сени. Оригинални узорак платна уграђеног у шелак назван је "Дамиер".
Витон је такође дизајнирао прву браву на свету отпорну на обијање. Сви узорци брава су безбедно чувани у Витоновим радним просторијама и регистровани на име власника у случају да је потребан још један кључ.
Године 1871, као резултат француско-пруског рата, потражња је нагло опала, а Витонова радионица је била у рушевинама. Многи од његових алата су украдени, а његово особље је нестало. Витон је одмах реконструисао, подигавши нову радњу у 1 Rue Scribe, поред престижног џокеј клуба у срцу Париза. Године 1872. Витон је представио нову линију са беж монограмским дизајном са црвеном пругом која ће остати потпис његовог бренда дуго након што је умро 1892. због тешког и агресивног рака у мозгу (глиобластома). 